# Robert Vidal
Pour les articles homonymes, voir Vidal.
Robert Walpole Sealy Vidal, aussi nommé Robert Walpole Sealy après 1892, né le 3 septembre 1853 à Abbotsham et mort le 5 novembre 1914, est un footballeur anglais.
Il remporte la coupe d'Angleterre de football en 1872 avec le Wanderers Football Club. Il joue deux finales supplémentaires avec l'Oxford University Association Football Club en 1873 et 1874.

## Biographie
Robert Walpole Sealy Vidal naît à Cornborough House, Abbotsham dans le Devon. Il est scolarisé à Westminster School. Quand il quitte l'école en 1872 il est le capitaine des équipes de football et de cricket. Il entre ensuite au Christ Church College à Oxford où il est Bachelor of Arts en 1876 et Master of Arts en 1879.
Robert Vidal s'engage ensuite au séminaire de l'église d'Angleterre et étudie au Cuddesdon Theological College près d'Oxford. Il est ordonné en 1877. Il est alors nommé à St Edmund's de Salisbury (Wiltshire) de 1877 à 1879, puis vice-principal d'Ely Theological College dans le Cambridgeshire de 1879 à 1881. Il est ensuite promu Curate de Holy Tinity à Ely de 1880 à 1881 avant d'être nommé vicaire d'Abbotsham sa paroisse de naissance à partir de 1881. À la fin de sa vie il est nommé prébende de la cathédrale d'Exeter. Il est enterré dans le cimetière d'Abbotsham.
Robert Vidal s'est montré aussi très actif dans la vie politique locale du Devon en tant que président de la paroisse d'Abbotsham et que membre du district rural de Bileford.
Le 2 mai 1892, au moment où il prend la succession de son père en tant que propriétaire du domaine de Cornborough, Vidal change son nom de famille et reprenant le nom d'origine de sa famille c'est-à-dire Sealy. Il renonce alors à porter le patronyme de Vidal. Le chronologie de son patronyme peut donc être présentée ainsi :
- 1853–1877 : M. Robert Walpole Sealy Vidal
- 1877–1892 : Révérend Robert Walpole Sealy Vidal
- 1892–1914 : Révérend Robert Walpole Sealy
- 1914 : Révérend Prébende Robert Walpole Sealy

### Carrière en football
Robert Vidal est connu sous le surnom de « Prince des dribbleurs ». Avec certaines versions des règles des premiers temps du football, l'équipe qui marquait un but se voyait octroyé le droit de faire la remise en jeu qui suivait. Vidal a ainsi pu marquer trois buts successivement sans qu'un seul de ses adversaires n'ait pu toucher la balle.
Vidal joue trois finales de Coupe d'Angleterre de football en 1872 sous les couleurs du Wanderers Football Club et en 1873 et 1874 avec le Oxford University Association Football Club. Il remporte la toute première Coupe d'Angleterre de football en 1872. À cette occasion il est le dernier passeur vers Morton Betts qui marque le but de la victoire. Il est alors le plus jeune participant de la finale (18 ans et 195 jours). Il est même le seul vainqueur de la Coupe (encore aujourd'hui) à être encore à l'école le jour de la finale.
L'année suivante, Vidal s'engage avec Oxford University. Son équipe réussit à se qualifier pour la finale de la Coupe et se voit alors opposé son ancien club les Wanderers. La finale a lieu le 29 mars 1973 au Lillie Bridge Grounds. Oxford n'arrive pas à percer la défense des Wanderers qui remporte le match sur le score de 2-0. En 1874, Oxford renouvelle la performance d'accéder en finale. L'université se voit opposer le Royal Engineers Association Football Club finaliste malheureux de la première édition de la Coupe. Oxford l'emporte 2-0 et Vidal devient le premier joueur à participer à trois finales consécutivement.
Robert Vidal est sélectionné une seule fois en équipe d'Angleterre de football à l'occasion du deuxième match international de l'histoire le 8 mars 1873 ; L'Angleterre remporte la rencontre 4-2.
Robert Vidal est membre du Comité de la fédération anglaise de football en 1872 et 1874.

## Palmarès
- Wanderers FC
  - Vainqueur de la Coupe d'Angleterre en 1872

- Oxford University
  - Vainqueur de la Coupe d'Angleterre en 1874
  - Finaliste des Coupes d'Angleterre en 1873